# Mix Master Mike

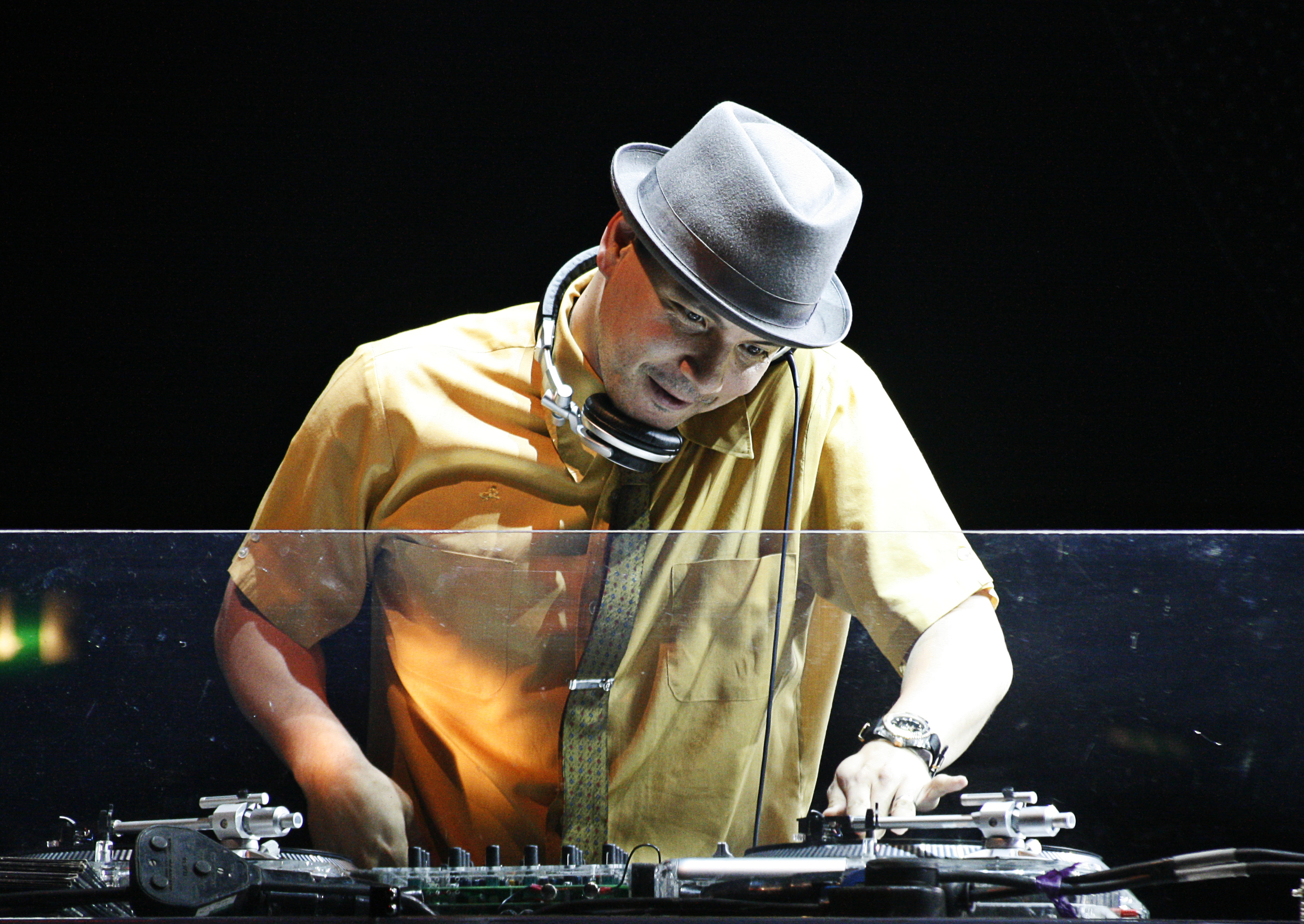
Mix Master Mike 2007

Mix Master Mike (* 4. April 1970 in Daly City, Kalifornien; bürgerlich Michael Schwartz) ist ein DJ aus San Francisco, USA. Er trug als erster drei Weltmeister-Titel als DJ.

## Leben
Geboren und aufgewachsen ist Mix Master Mike in San Francisco. In seiner familiären Umgebung gab es mehrere Schallplatten-Sammler, die ihm die unterschiedlichsten Stilrichtungen der Musik vorstellten und näher brachten. Das meiste davon war 1970er Jahre-Funk.
1984, im Alter von 14 Jahren, kam er zum ersten Mal mit Hip-Hop in Berührung. Mike besorgte sich zwei alte Kassettengeräte und Lautsprecher aus dem alten Lagerraum seines Onkels. Damit versuchte er, verschiedene Lieder synchron zueinander abzuspielen. Er benutzte die Pause-Taste, um das Tempo zu verlangsamen. Zu dieser Zeit sah er im Fernsehen den Auftritt eines gewissen Grandmaster DXT. Dieser spielte mit Plattenspielern und Mike sah zum ersten Mal jemanden scratchen. Ab dann wollte Mike unbedingt „Scratch DJ“ werden.
Mike trat an verschiedenen kleinen Partys auf und wurde an einer dieser Feiern einem gewissen Richard Quitevis vorgestellt. Richard war begeistert von Mikes „Scratching“ und besuchte ihn am nächsten Tag, um von ihm Techniken und Tricks zu lernen. Richard Quitevis wurde selber zum DJ und gab sich den Namen DJ QBert. Gemeinsam mit DJ Qbert und DJ Apollo gründete Mix Master Mike die Invisibl Skratch Piklz.
Zu dieser Zeit wurde Mike die Fürsorge seiner Mutter zu viel und er haute von zu Hause ab, um sich einer Gruppe von DJs in Sacramento anzuschließen. Dort erfuhr er, dass QBert viele Leute mit seinen DJ-Künsten beeindruckte – außerdem hörte er von einem DJ-Battle in der Schul-Cafeteria. Mike nahm teil. Das Duell zwischen Mix Master Mike und QBert gilt heute als ein legendärer Moment der Hip-Hop-Geschichte. Mike gewann, doch in der Revanche gewann QBert.
Mike und QBert befanden sich konstant in direkter Konkurrenz zueinander, wollten das aber nicht weiterführen und entschieden sich dafür, als Team weiter aufzutreten: als eine Art „DJ Scratch Band“. 1991 begann die Teilnahme an bedeutenden Wettbewerben. Mix Master Mike gewann 1992 als erster DJ von der Westküste den Supermen Battle for World Supremacy in New York City. Im selben Jahr nahmen Mix Master Mike, QBert und DJ Apollo an der DMC-Weltmeisterschaft teil und gewannen das Finale in London. 1993 verteidigten Mike und QBert den Titel erfolgreich zu zweit. DMC nannte den Auftritt später das großartigste Scratch-Set in der Geschichte der Menschheit.
1994 erhielten Mike und QBert einen Anruf von DMC und wurden darum gebeten, auf die Teilnahme an der Weltmeisterschaft zu verzichten, um anderen DJs eine Chance zu geben. Stattdessen wurde ihnen angeboten, Jury-Mitglieder zu werden.
1998 nahm Mix Master Mike Kontakt mit den Beastie Boys auf, redete und scratchte ihnen auf den Anrufbeantworter und wurde für das Album Hello Nasty und die anschließende Tour engagiert und ersetzte somit den damaligen Beastie Boys DJ, DJ Hurricane.
1999 war er Mitglied bei Methods of Mayhem, die von Tommy Lee ins Leben gerufen wurden.
2016 begleitete er Metallica bei deren Worldwired Tour.
Mix Master Mike gilt als Erfinder des Tweak Scratch, einer Technik, bei der die Platte vor und zurück bewegt wird, während der Plattenteller angehalten wird. Dadurch verringert sich die Geschwindigkeit der Sounds sowie die Tonhöhe.

## Diskografie (Auswahl)
- Anti-Theft Device (1998)
- Eye of the Cyclops (2000)
- Spin Psycle (2001)
- Return of the Cyclops (2002)
- 30 Min Masacer (2003)
- Bangzilla (2004)
- Napalm Rockets (2010)